# 과테말라 문학
다음은 과테말라 문학에 대한 설명이다.
근대에 이르도록 불모에 가까웠던 이 나라의 문학도 미겔 안헤르 아스투리아스(1899-1973)의 등장을 계기로 일약 각광을 받았다.
그는 예리한 감각으로 아로새겨지는 분방 선명하고 강렬한 이미지와 토속적인 어법(語法)이 뒤섞인 특이한 문체가, 사회성(社會性)을 띤 내용과 긴밀하게 연결되어 있는 소설 <강풍(强風)> 이하의 3부작이나 <대통령 각하>등으로 널리 국제적 평가의 대상이 됐다. 1967년 노벨문학상 수상.